# Hoplistomerus oldroydi
Hoplistomerus oldroydi là một loài ruồi trong họ Asilidae. Hoplistomerus oldroydi được Londt miêu tả năm 2007. Loài này phân bố ở vùng nhiệt đới châu Phi.